# Station Horsham
Horsham is een spoorwegstation van National Rail in Horsham in Engeland. Het station is eigendom van Network Rail en wordt beheerd door Southern. Het station is geopend in 1848. Het station is Grade II listed